# Svenska Sankt Mikaels församling
Svenska Sankt Mikaels församling i Tallinn (estniska: Tallinna Rootsi-Mihkli kogudus) är en icke-territoriell församling som tillhör Tallinns kontrakt inom den Estniska evangelisk-lutherska kyrkan. Församlingen har omkring 300 medlemmar, varav de flesta är estlandssvenskar och deras ättlingar. Församlingens arbetsspråk är svenska.
Församlingskyrka är Svenska Sankt Mikaelskyrkan i Tallinn. Kyrkoherde är (2024) Patrik Göransson.